# Liste der portugiesischen Botschafter in Simbabwe
Die Liste der portugiesischen Botschafter in Simbabwe listet die Botschafter der Republik Portugal in Simbabwe auf. Die beiden Staaten unterhalten seit 1980 diplomatische Beziehungen. Am 22. Juni 1981 nahm die portugiesische Botschaft in der simbabwischen Hauptstadt Harare die Arbeit auf.
Die Botschaft befindet sich in der Wadham Avenue bzw. der Hausnummer 5 der Wadham Lane im Stadtteil Borrowdale (Harare).

## Missionschefs
| Name                                             | Bild     | Amtszeit                           | Anmerkungen                                  |
| Simbabwe                                         | Simbabwe | Simbabwe                           | Simbabwe                                     |
| ------------------------------------------------ | -------- | ---------------------------------- | -------------------------------------------- |
| Luís Augusto Martins                             |          | 22. Juni 1981 –17. Juni 1985       | Botschafter, am 16. Juli 1981 akkreditiert.  |
| António Félix Machado de Faria e Maya            |          | 17. Juni 1985 –29. Juni 1988       | Geschäftsträger                              |
| Eduardo Fernando Street Manoel Nunes de Carvalho |          | 30. Juni 1988 –13. Februar 1993    | Botschafter, am 15. Juli 1988 akkreditiert   |
| José Ernst Henzler Vieira Branco                 |          | 17. Juli 1994 –3. Dezember 1998    | Botschafter                                  |
| Carlos Neves Ferreira                            |          | 1. Januar 1999 –15. Februar 2002   |                                              |
| João Mário Barahona Pinto Arez                   |          | 1. September 2002 –7. Januar 2003  | Übergangs-Geschäftsträger                    |
| João Carlos Bessa Pinto Versteeg                 |          | 1. Februar 2003 –26. Juni 207      | Botschafter                                  |
| Carlos Antunes                                   |          | 27. Juni 2007 –16. März 2008       | Übergangs-Geschäftsträger                    |
| João do Carmo Ataíde da Câmara                   |          | 17. März 2008 –27. April 2012      | Botschafter                                  |
| Maria Inês de Almeida Coroa                      |          | 28. April 2012 –1. August 2013     | Übergangs-Geschäftsträgerin                  |
| Maria Gabriela Vieira Soares de Albergaria       |          | 4. August 2013 –31. Dezember 2013  | Geschäftsträgerin                            |
| Ricardo Eduardo Vaz Pereira Pracana              |          | 1. Januar 2014–                    | Geschäftsträger                              |
| Ricardo Eduardo Vaz Pereira Pracana              |          | 10. August 2016 –14. Dezember 2018 | Botschafter, am 9. Februar 2017 akkreditiert |
| Miguel de Mascarenhas de Calheiros Velozo        |          | seit 14. Dezember 2018             | Botschafter, am 14. März 2019 akkreditiert   |